# Montelparo
Montelparo est une commune italienne de moins de  1 000 habitants, située dans la province de Fermo, dans la région Marches, en Italie centrale.

## Fêtes, foires
- Tous les ans au mois d'août a lieu à Montelparo la fête de la polenta (sagra della polenta)
- Miss Marches 2007 a été élue à Montelparo

## Administration
| Période                                  | Période  | Identité     | Étiquette    | Qualité |
| ---------------------------------------- | -------- | ------------ | ------------ | ------- |
| 5 avril 2005                             | En cours | Pietro Cocci | Lista Civica |         |
| Les données manquantes sont à compléter. |          |              |              |         |

### Communes limitrophes
Force, Monsampietro Morico, Montalto delle Marche, Monte Rinaldo, Montedinove, Monteleone di Fermo, Rotella, Santa Vittoria in Matenano

### Évolution démographique
Habitants recensés

## Personnalités nées à Montelparo
- Gregorio Petrocchini (1535-1612), cardinal, supérieur général de l'ordre des Ermites de saint Augustin.